# Juristische Übersetzung

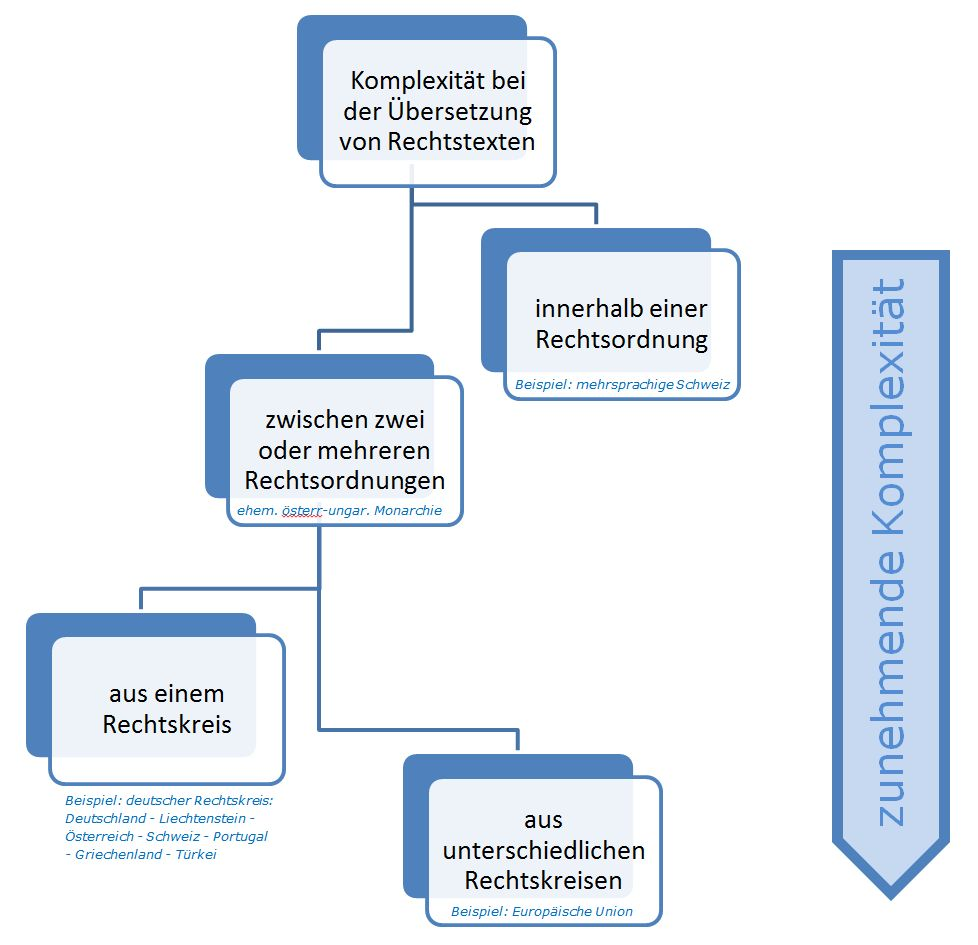
Diagramm zur Komplexität juristischer Übersetzungen nach Peter Sandrini.

Juristische Übersetzung ist die Übersetzung von Texten auf dem Gebiet des Rechts. Bei juristischen Übersetzungen sind nicht nur Sprachkenntnisse, sondern auch Kenntnisse der Rechtssysteme erforderlich. Für eine adäquate Übertragung juristischer Informationen muss die juristische Sprache besonders präzise sein (Siehe auch: Juristische Fachsprache). Juristische Übersetzungen sind bei allen Arten juristischer Texte möglich, insbesondere bei Verträgen oder Gesetzen sowie für die Kommunikation zwischen Behörden und Gerichten etc. und werden auch im Rahmen der Ausbildung von Juristen an Universitäten angewendet.
Im Rahmen der internationalen Rechtshilfe in Strafsachen besteht regelmäßig eine völkerrechtliche Verpflichtung, Rechtshilfeersuchen Übersetzungen beizufügen. Art. 6 Abs. 3 a) der Europäischen Menschenrechtskonvention (Recht auf ein faires Verfahren) gewährt dem Beschuldigten im Strafverfahren einen Anspruch auf Übersetzung der gegen ihn erhobenen Vorwürfe in eine ihm verständliche Sprache.

## Besonderheiten der juristischen Übersetzung
Die Besonderheit der Fachkommunikation im Recht und damit bei der Übersetzung von Rechtstexten lässt sich auf folgende Punkte zurückführen:
- präskriptiver Charakter,
- Transdisziplinarität,
- Adressatenpluralität,
- Pluralität von unabhängigen Kommunikationszusammenhängen.[2]

Im Hinblick auf anderen Formen von Fachübersetzungen, z. B. technische Übersetzungen oder literarische Übersetzungen, besteht im Rahmen der juristischen Übersetzung der geringste Freiraum bei der sinntreuen Wiedergabe des Textes. Der Übersetzer muss beachten, dass sich Struktur, Formulierungen und die Terminologie von juristischen Texten in unterschiedlichen Rechtssystemen unterscheiden, und für den übersetzten Text Sprachkonstruktionen finden, die ähnliche Funktionen tragen wie im Ausgangstext. Hilfsmittel sind spezielle juristische Wörterbücher.

## Anforderungen
Da Übersetzungsfehler in juristischen Texten zu Schäden oder Klageerhebungen führen können, sollten ihre Übersetzer entsprechend geschult sein und über Erfahrung auf dem Gebiet verfügen. In einigen Unionsmitgliedstaaten sind dazu eigene staatliche Zulassungen erforderlich.

## Abgrenzung
„Ein Übersetzer produziert ein schriftliches Dokument, indem er einen Text aus einer Sprache in eine andere Sprache übersetzt. Ein Gerichtsübersetzer muss die grundlegenden Konzepte und die Terminologie nicht nur des Rechts, sondern auch des Gebiets beherrschen, in dem dieses angewendet wird. Juristische Übersetzungen stehen im Mittelpunkt der multilingualen Kommunikation, da sie Einzelpersonen, Unternehmen, Gerichts- und Regierungsbehörden ermöglichen, über verschiedene Sprachen und Kulturen hinweg, innerhalb von Staatsgrenzen und über diese hinaus, miteinander zu kommunizieren. Eine juristische Übersetzung erfordert die Kenntnis der Fachterminologie und die Kenntnis der sprachlichen Konventionen, die in den betreffenden Dokumenten verwendet werden.'“

## Historische Quellen und Übersetzungen
Rechtshistorisch besonders wichtige Quellen, wie z. B. der Codex Hammurapi und andere, z. B. assyrische und babylonische Texte (Keilschrift-Texte), werden immer wieder übersetzt und die bisherigen Übersetzungen kritisch hinterfragt. Das als Grundlage des kontinentaleuropäischen Rechts wichtige Römische Recht, wurde bereits seit dem Mittelalter mehrfach juristisch interpretiert und ist an manchen Universitäten bis heute eine Disziplin im Rahmen der Ausbildung von Juristen. Insbesondere auf die fachlich korrekte Übersetzung und das Verständnis z. B. des Corpus iuris civilis im Rahmen von Falllösungen bei der Juristenausbildung wird dabei teilweise noch viel Wert gelegt. Übersetzungen und Interpretationen zur römischen Rechtsgeschichte von Theodor Mommsen gelten unter Historikern und Juristen noch heute als herausragend.
Historisch und politisch wichtige Gerichtsverfahren, wie z. B. die Nürnberger Prozesse, führen auch heute noch auch bezüglich der damals vorgenommenen juristischen Übersetzungen in Verbindung mit dem Grundsatz des Rechts auf ein faires Verfahren (fair trial) zu wissenschaftlichen Diskussionen und Publikationen.